# 高山芹
高山芹（学名：Angelica saxatile）是伞形科当归属的植物。分布在中国大陆的吉林等地，生长于海拔1,900米的地区，常生于高山带，目前尚未由人工引种栽培。